# Djalma Julliot
Pour les articles homonymes, voir Julliot.
Djalma Julliot (né le 20 avril 1858 à La Couture-Boussey où il est décédé le 2 août 1921,) est un facteur renommé d'instruments à vent français qui s'est distingué à la fin du XIXe siècle comme facteur de flûtes, comme Louis Lot auparavant.

## Biographie
Djalma Eugène Julliot est le fils de Victor Louis Joseph, fabricant de clés d'instruments de musique et de Marie Désirée Elisa Vacquelin, couturière. Il nait dans une famille liée à la fabrication d'instruments à vent; son grand-père maternel, Hilaire Vacquelin est recensé vers 1835 comme l'un des premiers fabricants de clés  d'instruments de musique à La Couture-Boussey, berceau de la facture instrumentale des bois, et son arrière-grand-père, Nicolas Vacquelin, est même cité en 1900 dans la revue  Le Monde musical pour avoir créé son atelier à La Couture en 1810.
Très jeune, Djalma Julliot a une passion pour la flûte traversière, et en joue dans l'Harmonie municipale de La Couture-Boussey, probablement dirigé par Georges Leblanc.
Djalma Julliot commence très jeune son apprentissage dans la maison familiale « Vacquelin et Julliot » mais il effectue néanmoins des études secondaires à Évreux.
En 1880, Djalma Julliot s’associe à son père Victor Julliot (1836-1901) marié à la fille d'Hilaire Vacquelin, installé à son compte également dans la fabrication de clés d’instruments à vent depuis 1860 à La Couture-Boussey puis reprend sa succession en 1890. Il crée sa propre marque à son nom en 1894,.
Djalma Julliot complète la fabrication des clés et accessoires par une fabrication d’instruments de musique. À La Couture-Boussey, il fréquente des facteurs de renom, et marque un grand intérêt aux  flûtes en métal créés par Theobald Boehm (1794-1881) et ainsi qu'à ses travaux. Il se spécialise dans la fabrication de flûtes en bois et en métal (maillechort et argent massif) en rationalisant le clétage et en améliorant leur justesse et leur fiabilité. L'entreprise fabrique également des clarinettes et des hautbois.
Avec les flûtistes Philippe Gaubert, le successeur de Paul Taffanel  au conservatoire de Paris, et avec François Borne, il confronte ses idées pour l'amélioration de l'instrument.
Djalma Julliot fabrique des flûtes de toutes tailles, dont diverses flûtes basses, des flûtes piccolo et l'une des premières flûtes d'amour avec système Boehm, que Philippe Gaubert joue à l'Exposition universelle de Paris en 1900.
Il est reconnu pour des améliorations techniques de la flûte système Boehm, en collaboration avec François Borne, appelé système Borne-Julliot (modèle déposé), vers 1889-1890; cette évolution concerne le développement d'une clé de mi décalé, qui permet aux clés de la et de sol# de fonctionner indépendamment l'une de l'autre. Cette clé corrige l'intonation et la qualité du son du mi2, qui auparavant était constamment trop haute, avec un timbre faible et un manque de clarté sur les flûtes Boehm modifiées avec clé de sol# fermée de l'école française. La clé de mi décalé permet de fermer le trou du sol dièse afin que les touches de la et de sol dièse bougent séparément.

« La dernière pièce, Nymphes et satyres, figure dans la Méthode de Taffanel comme un exemple d’écriture nécessitant un toucher d’une grande légèreté et une délicate dextérité, mais on y trouve encore un autre témoignage de l’influence de Taffanel sur le développement de la flûte elle-même. Avec la flûte Böehm et son système du sol dièse ouvert, le mi aigu et les intervalles legato ne posaient pas de problème particulier. La préférence des Français pour le système du sol dièse fermé rendit l’émission de cette note plus inconfortable, d’où l’indication, dans la Méthode, suggérant à l’exécutant de fermer le ré dièse à certains endroits de la pièce afin de rendre plus aisé l’intervalle de mi à la. Taffanel attira l’attention de François Borne à ce sujet et celui-ci, en collaboration avec le facteur de flûte Julliot, développa le mécanisme du clétage en mi décalé, toujours en usage aujourd'hui. Les Cinq poèmes grecs sont des peintures musicales très gratifiantes pour l’interprète comme pour l’auditeur. »

— A Song without Words - The Legacy of Paul Taffanel, Kenneth Smith et Paul Rhodes (3 CD, Divine Art, 2010)
Au cours de sa carrière, il a déposé 6 brevets d'invention pour l'amélioration de la clarinette et de la flûte.
Djalma Julliot est très affecté par la mort de Paul Taffanel en 1908, devenu son ami.
Le facteur d'instruments reçoit de nombreuses récompenses (médaille d'Or : Rouen 1896, Bruxelles 1897, Clermont 1905, médaille d'Argent : Bordeaux 1895 et Paris 1900) mais est très déçu de ne pas avoir reçu de médaille d'or à l'exposition universelle de 1900.
Encore jeune (53 ans), il cède son entreprise en 1911 à Clément Masson qui la reprend avec Edmond (?) Trotte et Eugène Lorée, puis qui continuera seul jusqu’en 1956. Auguste Buffet, son gendre, reprend la fabrication des clés et Robert Launay, son neveu, celle des anches.
Il décède 10 ans plus tard en 1921.